# Theropithecus brumpti
Theropithecus brumpti — вымерший вид приматов из рода гелады, семейства мартышковых (Cercopithecidae), близкий родственник павианов.
Этот ископаемый примат в основном известен по черепам и нижним челюстям, найденным в плиоценовых и плейстоценовых отложениях (5,333—1,806 млн лет назад), раскопанных в формации Шунгура на реке Омо в Эфиопии. Также есть находки из Кении.

## Описание
Подобно большинству подобных животных, Theropithecus brumpti был четвероногим с очень ловкими руками. Самцы вырастали до очень крупных размеров, о чем свидетельствует образец, найденный в Ломекви, Кения, который, по оценкам, весил примерно 43,8 кг. (Для сравнения, средний вес самца современной гелады составляет около 20 кг). Кроме того, самец, скорее всего, был очень ярко окрашен, а самка мельче и более скромно окрашена. Как и у большинства Papionini, у самцов были большие клыки, предназначенные в первую очередь для демонстрации.

## Питание
Theropithecus brumpti, скорее всего, питался в основном листьями. Крупные жевательные мускулы при длинной морде позволяют предположить, что вид питался жесткой растительностью и был способен разгрызать крупные орехи. 

## Среда обитания
Этот вид был в основном наземным. Судя по местам находок, он обитал в приречных лесных местообитаниях.